# Мочильский сельский округ
Мочильский сельский округ — упразднённая административно-территориальная единица, существовавшая на территории Серебряно-Прудского района Московской области в 1994—2006 годах.
Мочильский сельсовет был образован в первые годы советской власти. К началу 1929 года он входил в состав Серебряно-Прудского района Тульской губернии.
В 1929 году Мочильский с/с был отнесён к Серебряно-Прудскому району Тульского округа Московской области.
26 сентября 1937 года Серебряно-Прудский район был передан в Тульскую область, но 20 декабря 1942 года возвращён в Московскую область.
14 июня 1954 года Мочильский с/с был упразднён, а его территория передана в Якимовский с/с.
23 декабря 1976 года из Мочильский с/с был восстановлен. В его состав вошли селения Кормовое, Куньи Выселки и Озерки Подхоженского с/с, а также Аннино, Клинское, Мочилы, Николаевка, Яблонево и Якимовка Совхозного с/с.
3 февраля 1994 года Мочильский с/с был преобразован в Мочильский сельский округ.
9 июля 2004 года к Мочильскому с/о был присоединён Подхоженский сельский округ.
В ходе муниципальной реформы 2004—2005 годов Мочильский сельский округ прекратил своё существование как муниципальная единица. При этом все его населённые пункты были переданы в сельское поселение Мочильское.
29 ноября 2006 года Мочильский сельский округ исключён из учётных данных административно-территориальных и территориальных единиц Московской области.